# Heinz Schlosser
Heinz Schlosser (* 28. April 1922 in Dresden; † 9. August 2001 in Berlin) war Gründungsmitglied des Nationalen Olympischen Komitees für Ostdeutschland (NOK) und sein erster Generalsekretär unter dem Präsidenten Kurt Edel.
Schlosser lernte Tischler, wurde am Kriegsende noch eingezogen und geriet in amerikanische Kriegsgefangenschaft. Er gehörte einem kommunistischen Haushalt an (sein Vater Kurt Schlosser wurde als Widerstandskämpfer 1944 hingerichtet) und trat nach seiner Rückkehr nach Dresden, wo er als Tischler arbeitete, in die Kommunistische Partei Deutschlands ein. Er gründete den Verband für Wandern und Bergsteigen mit und trat 1952 in den Vorstand als Vorsitzender ein. Er half, die Sportschulen in Leipzig, Ludwigsfelde und Strausberg zu gründen. 1955 wurde er Generalsekretär des NOK. 1957 wechselte er erneut zum Verband für Wandern und Bergsteigen, ehe er 1963 die entsprechende Sektion im Deutschen Turn- und Sportbund übernahm. Nach seiner Verrentung 1987 blieb er der Sektion in unterschiedlichen ehrenamtlichen Funktionen erhalten.
Heinz Schlosser war mit der Volkskammerabgeordneten Ursula Schlosser verheiratet.

## Auszeichnungen
- 1972 GutsMuths-Preis II. Klasse[5]
- 1973 Ehrenzeichen für Körperkultur und Sport der Deutschen Demokratischen Republik
- 1976 Vaterländischer Verdienstorden in Bronze und 1982 in Silber